# Bol'šoj Aim
Il Bol'šoj Aim (in russo Большой Аи́м?) è un fiume dell'Estremo oriente russo che scorre nel Territorio di Chabarovsk.
Il fiume è il ramo sorgentifero di destra dell'Aim (bacino della Lena). Nasce dall'Altopiano dell'Aldan vicino al confine con la Sakha-Jakuzia; scorre in direzione prevalentemente orientale e poi settentrionale, infine dopo aver ricevuto il suo maggior affluente, l'Omnja, proveniente dalla destra idrografica, svolta verso ovest e unendosi con il Malyj Aim (127 km) dà origine al fiume Aim. La lunghezza del Bol'šoj Aim è di 285 km; l'area del bacino è di 9 080 km².